# Insourcing
Insourcing (deutsch „Eingliederung“) ist in der Betriebswirtschaftslehre der Anglizismus für die erstmalige oder erneute Einbringung von einzelnen Organisationseinheiten oder Unternehmensprozessen in ein Unternehmen. Pendant ist das Outsourcing.

## Allgemeines
Insourcing ist eine sprachliche Kontraktion aus in(side) und (re)sourcing. Das Insourcing gehört neben dem Outsourcing, Local Sourcing, Global Sourcing, Single Sourcing, Double Sourcing, Modular Sourcing, Backsourcing und System Sourcing zu den Beschaffungsstrategien (englisch sourcing strategies). Back Sourcing setzt voraus, dass es vorher zu einem Outsourcing gekommen ist und die ausgegliederten Teile wieder eingegliedert werden. Back Sourcing ist damit eine Unterart des Insourcing.

## Formen der Durchführung
Mit Hilfe der Schwachstellenanalyse oder der STOQ-K-Methode wird zunächst untersucht, ob es einen Bedarf für Insourcing gibt. Die STOQ-K-Methode untersucht die Erfolgstreiber Strategie, Technik, Organisation, Qualität und Kostenstruktur und wird genutzt, um herauszufinden, ob In- oder Outsourcing für ein Unternehmen in der aktuellen Ertragslage geeignet ist.
Verschiedene Formen des Insourcing unterscheiden sich nach dem Integrationsgrad, inwieweit Lieferanten oder Zulieferer oder Funktionen in den Unternehmensprozess eines Herstellers integriert werden sollen.
Die einfachste Form besteht darin, dass Lieferanten/Zulieferer auf dem Betriebsgelände des Herstellers auf eigene Rechnung produzieren oder ihre Dienstleistungen erbringen. Eine Variante des Insourcing liegt vor, wenn Arbeitskräfte, deren Stellen durch Rationalisierung weggefallen sind, statt einer Entlassung dadurch weiterbeschäftigt werden, dass ehemals externe Teile der Produktion ins Unternehmen zurückgeholt werden. Auch die Rückverlagerung zum heimischen Standort von ursprünglich ins Ausland ausgelagerten Unternehmensbereichen gehört zum Insourcing.
Die Gründung von Industrieparks greift den Insourcing-Gedanken auf, weil einige Lieferanten/Zulieferer ihre Produktion in die Nähe der Produktionsstätte ihres Abnehmers verlagern. Die folgenreichste Transaktion besteht darin, dass Lieferanten/Zulieferer durch Unternehmenskauf übernommen werden (vertikale Integration). Im Gegensatz zu den vorherigen Formen führt die vertikale Integration dazu, dass die übernommenen Lieferanten/Zulieferer mindestens ihre wirtschaftliche Selbständigkeit verlieren, bei der Fusion auch ihre rechtliche.
Eine aktienrechtliche Variante des Insourcing ist die Eingliederung nach den §§ 319 ff. AktG.

## Wirtschaftliche Aspekte
Insourcing und Outsourcing sind die möglichen Auswirkungen einer Entscheidung für Eigenfertigung oder Fremdbezug. Durch Insourcing wird die Eigenfertigung und damit die Fertigungstiefe erhöht, sie führt zu einer Erweiterung der Kontrolle über einen zusätzlichen Teil der Wertschöpfungskette. Insourcing verkürzt die Transportwege und Transportzeiten und verringert damit das Transportrisiko, die Transportkosten und etwaige Staukosten. Das in Transport- und Lieferketten immanente Risiko einer Netzstörung innerhalb der Kette (Verkehrsstaus, Streiks) wird minimiert. Ob es zu einer allgemeinen Kostensenkung wegen geringerer Transport- und Staukosten kommt, hängt davon ab, wie weit sich durch das Insourcing die Herstellungskosten erhöhen.
Insourcing zielt auf eine Stärkung der Kernkompetenzen eines Unternehmens ab, durch die funktionale Wettbewerbsvorteile gegenüber der Konkurrenz geschaffen werden. Es verringert eine etwaige Marktmacht von Lieferanten/Zulieferern und erhöht das Know-how des Herstellers.
Tendenziell wird im Rahmen der volkswirtschaftlichen Theorie eine höhere Inflation als Insourcing-fördernd angesehen, da Unternehmen hinsichtlich der Bereitschaft zu vertraglichen Verpflichtungen gegenüber anderen Unternehmen zurückhaltender agieren.